# The Yngwie Malmsteen Collection
The Yngwie Malmsteen Collection är ett samlingsalbum med låtar som innehåller Yngwie Malmsteens största hits mellan 1984 och 1990. Albumet utgavs i november 1991.

## Låtlista
Alla låtar är skrivna av Yngwie J. Malmsteen, om inget annat anges.
1. "Black Star" - 4.50
2. "Far Beyond The Sun" - 5.49
3. "I'll See the Light Tonight" (Text: Yngwie Malmsteen/Jeff Scott Soto – musik: Yngwie J. Malmsteen) - 4.24
4. "You Don't Remember, I'll Never Forget" - 4.29
5. "Liar" - 4.07
6. "Queen in Love" - 4.01
7. "Hold On" (Yngwie J. Malmsteen/Joe Lynn Turner) - 5.11
8. "Heaven Tonight" - 4.06
9. "Deja Vu" (Yngwie J. Malmsteen/Joe Lynn Turner) - 4.16
10. "Guitar Solo" (Trilogy Suite Op: 5/Spasebo Blues) - 10.20
11. "Spanish Castle Magic" (Jimi Hendrix) - 6.43
12. "Judas" (Text: Yngwie J. Malmsteen/Göran Edman – musik: Yngwie J. Malmsteen) - 4.25
13. "Making Love" (förlängt gitarrsolo) (Text: Yngwie J. Malmsteen/Göran Edman – musik: Yngwie J. Malmsteen) - 6.22
14. "Eclipse" - 3.46

## Album som låtarna kommer från
- 1984 - Rising Force – (1, 2)
- 1985 - Marching Out – (3)
- 1986 - Trilogy – (4-6)
- 1988 - Odyssey – (7-9)
- 1989 - Trial By Fire: Live in Leningrad – (10, 11)
- 1990 - Eclipse – (12-14)

## Medverkande

### "Black Star" & "Far Beyond the Sun"
- Yngwie Malmsteen – elgitarr, akustisk gitarr, bas, Taurus pedal
- Jens Johansson – keyboards
- Barriemore Barlow – trummor

Producerat av Yngwie J. Malmsteen.

### "I'll See the Light Tonight"
- Yngwie Malmsteen – elgitarr, akustisk gitarr, sång, moog pedal
- Jeff Scott Soto – sång
- Jens Johansson – keyboards
- Marcel Jacob - bas
- Anders Johansson – trummor

Producerat och arrangerat av Yngwie J. Malmsteen.

### "You Don't Remember, I'll Never Forget", "Liar" & "Queen in Love"
- Yngwie Malmsteen – elgitarr, akustisk gitarr, basgitarr, Taurus pedal
- Mark Boals – sång
- Jens Johansson – keyboards
- Anders Johansson – trummor

Producerat av Yngwie J. Malmsteen.

### "Hold On", "Heaven Tonight" & "Deja Vu"
- Yngwie Malmsteen – elgitarr, akustisk gitarr, basgitarr på "Heaven Tonight" & "Deja Vu"
- Joe Lynn Turner – sång
- Jens Johansson – keyboards
- Bob Daisley – bas på "Hold On"
- Anders Johansson – trummor

Producerat av Jeff Glixman & Yngwie J. Malmsteen. Exekutiv producent: Jim Lewis.

### "Guitar Solo" & "Spanish Castle Magic"
- Yngwie Malmsteen – elgitarr, akustisk gitarr, baspedal, sång
- Joe Lynn Turner – sång
- Jens Johansson – keyboards
- Barry Dunaway – bas, sång
- Anders Johansson – trummor

Producerat av Yngwie J. Malmsteen.

### "Judas", "Making Love" & "Eclipse"
- Yngwie Malmsteen – elgitarr, akustisk gitarr, Korg Z3 guitar synthesizer, Taurus baspedal, sång
- Göran Edman – sång
- Mats Olausson – keyboards, sång
- Svante Henryson – basgitarr, kontrabas, sång
- Michael von Knorring – trummor

Producerat av Yngwie J. Malmsteen.